# La Tribuna Sammarinese
La Tribuna sammarinese è stato un quotidiano della Repubblica di San Marino, diretto da Davide Graziosi, composto da 12 pagine ed il quotidiano più venduto (circa 500 copie al giorno) della Repubblica di San Marino. La penna di punta era Giuseppe Maria Morganti socio e politico del Psd.
Il quotidiano è stato fondato nel 1995 ed usciva tutti i giorni, festività sammarinesi escluse.
È sicuramente il più "anziano" ed oggi è stato affiancato da altri quotidiani presenti nella Repubblica, ossia San Marino Oggi e L'Informazione di San Marino.
Il direttore Davide Graziosi, entrato in società nel 2001 con la moglie dell'avvocato Livio Bacciocchi, in seguito alle accuse di riciclaggio pendenti sull'avvocato, ha deciso di ritornare in possesso dell'intero capitale sociale, riacquisendo il 33% de LA TRIBUNA S.R.L.
Il 6 agosto 2017 ha sospeso le pubblicazioni.